# Leucorrhinia patricia
Leucorrhinia patricia is een libellensoort uit de familie van de korenbouten (Libellulidae), onderorde echte libellen (Anisoptera).
De wetenschappelijke naam Leucorrhinia patricia is voor het eerst geldig gepubliceerd in 1940 door Walker.